# Calendario reale
Le Calendario reale (en français : Calendrier royal) était un périodique annuel du royaume d'Italie, publié sans interruption de 1861 à 1943. Il s'agissait de l'annuaire statistique-diplomatique officiel de la maison royale d'Italie, remplissant des fonctions similaires à celles du Gotha.

## Histoire
Le Calendrier du royaume d'Italie était en fait la continuation du Calendrier de la cour du royaume de Sardaigne, publié pour la première fois en 1823, et publié annuellement, mais pas toujours régulièrement, jusqu'en 1859, avec le changement de titre en Calendrier royal du royaume de Sardaigne (Calendario reale del Regno di Sardegna) .
Le premier numéro de 1861, sous le nouveau nom et pour les types Ceresole et Panizza, est donc la conséquence logique de l'unification et de la nécessité qui en découle de faire connaître la hiérarchie de la maison de Savoie régnante et les nouveaux postes, dans l'ordre réglementé par les lois dynastiques et le Statut albertin.
Au cours de 82 ans d'histoire, où le caractère et la cadence du périodique sont restés inchangés, les imprimeurs ont souvent changé, un choix également, en partie, conditionné par la désignation de la résidence royale, la capitale. En particulier, de la première édition de Ceresole et Panizza, en 1874, nous sommes passés à l'imprimerie royale de Vittorio Bona, ainsi qu'à la période de l'imprimerie Bencini en 1889 à la "longue période" de l'Unione Cooperativa Editrice à partir de 1894, pour terminer avec les éditions du ministère de la maison royale à partir de 1941.
En ce qui concerne les dimensions typographiques du Calendrier, les 13 centimètres initiaux sont passés à 17 centimètres à partir de 1885, une taille qui restera constante, contrairement au nombre variable de pages. En ce sens, la différence entre une édition et une autre était même supérieure à 300 pages, si l'on considère le minimum de 280 enregistré pour l'édition de 1941 et le maximum de 614 avec l'édition Bona de 1886.

## Structure
Le volume était toujours ouvert par le calendrier. Alors que le texte était initialement divisé en six parties, il a été structuré comme suit :
- Partie I
  - Série chronologique des souverains de la Maison royale de Savoie ;
  - Souverains et princes ;
  - Cardinaux.
- Partie II
  - État de la Maison du Roi ;
  - Maison et cour des princes du Piémont ;
  - Maison et cour des ducs d'Aoste ;
  - Autres maisons ;
  - Les anciens tribunaux.
- Partie III
  - Conseil héraldique ;
  - Série d'ordres conférés aux souverains européens ;
  - Ordre suprême de la très sainte Annonciation ;
  - Ordre des Saints-Maurice-et-Lazare ;
  - Ordre militaire de Savoie ;
  - Ordre civil de Savoie ;
  - Ordre de la Couronne d'Italie.
- Partie IV
  - Les grands officiers de l'État
  - Parlement national ;
  - Ministères ;
  - Archevêques et évêques du Royaume ;
  - L'armée ;
  - Armée navale ;
  - Préfets du Royaume.
- Partie V
  - Conseil des différends diplomatiques ;
  - Agents diplomatiques du Roi à l'étranger ;
  - Ministres des Cours étrangères auprès du Roi ;
  - Consulats du Roi dans les États étrangers ;
- Partie VI
  - Annuaire présentant les hauts fonctionnaires civils, militaires et judiciaires des États européens.

À partir de 1879, la partie VI est supprimée et son contenu est partiellement fusionné dans les autres sections. Cette dernière structure, à l'exception de changements sporadiques dans la dénomination de certaines entrées, a été maintenue dans les éditions du vingtième siècle.
En 2015, les éditions Ettore Gallelli (Ettore Gallelli-edizioni) ont repris les droits d'auteur du Calendrier Royal, avec inscription formelle au bureau public général des œuvres protégées par la loi sur le droit d'auteur (art. 103 L. 633/1941), dépendant du ministère du Patrimoine et de la Culture, acquérant ainsi tous les droits exclusifs d'édition.
La nouvelle série a le même graphisme bleu que la dernière édition, éditée par l'Office héraldique du roi d'Italie. Sur le plan interne, la publication comporte les mêmes sections que les éditions historiques, mais comprend également une liste des familles nobles italiennes, ce qui explique que l'ouvrage compte désormais 1748 pages. Le calendrier royal, publié chaque année par les éditions Ettore Gallelli, est également mis à jour par le Conseil héraldique de l'Union de la noblesse d'Italie, qui examine les documents historiques des familles qui demandent à être incluses dans l'ouvrage.